# 80式汎用機関銃
80式汎用機関銃（中国語：80式通用机枪）は、中華人民共和国製の7.62mm口径の汎用機関銃である。この銃は、ソビエト連邦が1960年代に開発した「PKM」のデッドコピー品である。

## 概要
本銃のコピー元となったPKM機関銃は、ミハイル・カラシニコフが設計したPK汎用機関銃の改良型である。銃身を簡略化したものに変更し、生産効率向上と軽量化のために一部の部品の製造方法を切削加工からプレス加工に換えるなどの変更を加えたものである。1969年からの配備開始以降、ソビエト連邦の影響を受けていた旧東側諸国や南アジアやアフリカ地域などの軍隊で採用され、開発国のロシアでも運用が継続されている傑作機関銃である。
中国は中越戦争時にベトナム人民軍から鹵獲し、1979年にリバースエンジニアリングによるパーツの国産化に取りかかった。翌年の1980年に完成して正式採用され、1983年から生産を開始した。
成都軍区の歩兵学校で行われた67式汎用機関銃および改良型の67-I式との比較試験の結果、80式の方が射撃制度、重量、銃身寿命などで67/67-I式を圧倒した。しかし、80式は一般の部隊には配備されず、特殊部隊や中国人民解放軍陸軍の空挺部隊などの精鋭部隊の配備にとどまっている。理由としては67式はすでに中国人民解放軍で広く配備されており、生産認可を取得した1年前に67-II式の生産が開始されたからである。そのため、生産された80式のほとんどはは海外への輸出にまわされている。

## 派生型
86式同軸機銃
中国版PKMT。ベースとなった80式と異なり、96式戦車や11式装輪突撃車などの中国製装甲戦闘車両に採用されている。
CS/LM4
使用弾薬を7.62x51mm NATO弾に変更した輸出仕様。

## 採用国
- 中国
- カンボジア
- シリア
- スリランカ
- タイ
- ベネズエラ

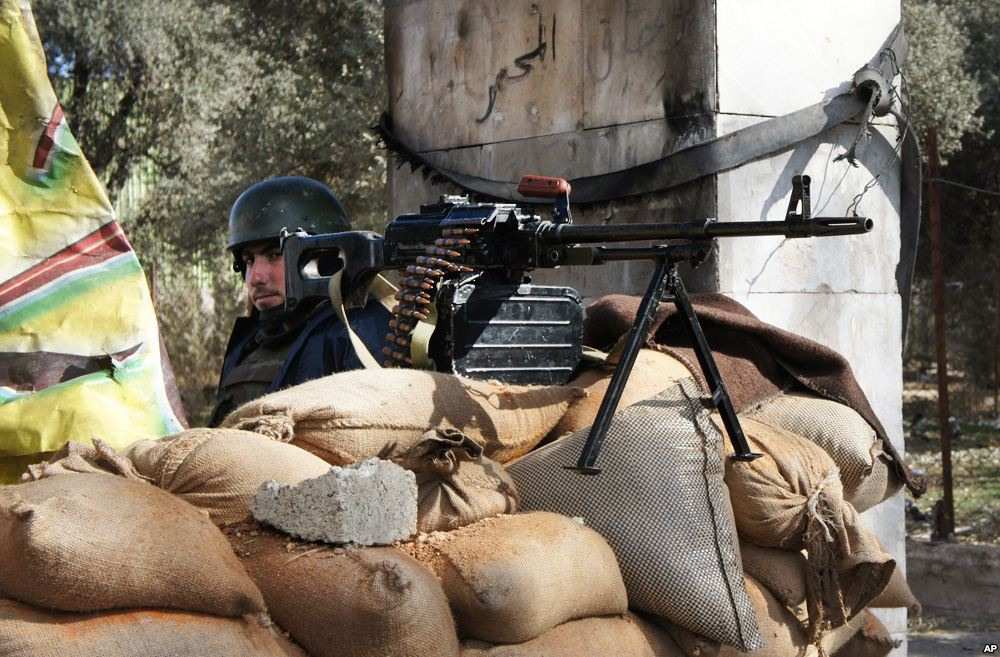
シリアで運用される80式(2012年)

- バングラデシュ - BD-14としてバングラデシュ造兵廠でライセンス生産されている[1]。
- マルタ